# Kassam Stadium
Das Kassam Stadium ist ein Fußballstadion in der englischen Stadt Oxford, Grafschaft Oxfordshire. Hier trägt der Fußballverein Oxford United seine Spiele aus. Die Spielstätte gehört einem Unternehmen von Firoz Kassam, dem ehemaligen Besitzer des Clubs, und ist auch nach ihm benannt. 2001 zog der Club in das neu errichtete Stadion um und besiegelte damit das Schicksal des Manor Ground, welches einem Krankenhaus weichen musste. Von 2012 bis 2015 nutzte der Rugby-Union-Club London Welsh RFC das Stadion für seine Heimspiele.

## Geschichte
Der Bau begann 1996 durch die beauftragte Firma Taylor Woodrow, welche bereits das Riverside Stadium von FC Middlesbrough gebaut hat. Die Errichtung wurde ständig von finanziellen Problemen begleitet, was mehrmals zu Baustopps und Bauverzögerungen geführt hat und wodurch es auch zu der Übernahme durch Firoz Kassam kam. Mehrere Probleme mit Oxford City Council und weiteren Ämtern folgten. 2001 konnte das neue Stadion endlich in Betrieb genommen werden. Das Stadion hat ein Fassungsvermögen von 12.500 Zuschauern und besteht aus drei Tribünen. Diese sind überdacht und haben nur Sitzplätze. Auf den Tribünen herrscht ein Rauch- und Alkoholverbot.

## Besucherrekord und Zuschauerschnitt
Der Zuschauerrekord im Kassam Stadium stammt vom 6. Mai 2006. Das Spiel der Football-League-Two-Saison 2005/06 zwischen Oxford United und Leyton Orient verfolgten 12.243 Besucher. Die größte Zuschauerkulisse im alten Manor Ground versammelte sich am 29. Februar 1964 zum Viertelfinale im FA Cup 1963/64. Die Partie gegen Preston North End (1:2) sahen 22.750 Fans.
- 2012/13: 5.955 (Football League Two)
- 2013/14: 5.923 (Football League Two)
- 2014/15: 6.154 (Football League Two)
- 2015/16: 7.211 (Football League Two)
- 2016/17: 8.297 (EFL League One)